# Anecamp (Ortschaft)
Anecamp oder Anencamp bei Hannover war ein im Mittelalter wüst gefallener Ort.

## Geschichte
Am 15. Juli 1310 verkaufte Johannes von Anecamp der Äbtissin und dem Konvent des Klosters Fischbeck seine Güter in Anecamp und Socingherode.
Ebenfalls im 14. Jahrhundert war bei Streitigkeiten um den Ort Anecamp, das 1325 erstmals urkundlich erwähnte Gogericht auf dem Hassel bei Lühnde zuständig, ebenso wie für die Orte Lazen, Sarstedt, Evern und Wülferode, für die auf dem Hassel auch „Verlassungen“ vorgenommen wurden.
1384 soll Ashwin von Roden der Marienkapelle vor dem Aegidientor von Hannover einen Hof in Anecamp mit drei Hufen Land geschenkt haben. Nach Darstellung des hannoverschen Bürgermeisters Christian Ulrich Grupen allerdings hatte „[...] Ashwin von Roden auf öffentlichen Goding zum Hasle vor den Gogrefen Heyneke Jordens A. 1384 Eylhard von Gledinge verlassen“. Eylhardus de Gledinghe habe demnach 3 Hufen Land als Lehen von Ashwin von Roden besessen und damit den Altar Margarethae der Lieben Frauen Capelle vor dem Aegidientor dotiert. Nachdem das Dorf Anecamp dann „[...] ausgegangen“ war, zog der Meier des Ortes nach Kirchrode und bewirtschaftete von dort aus „[...] das Land auf dem Anecampe“ im Mindesten bis um das Jahr 1740.
Eine Chronik nannte dann jedoch noch eine Kapelle für das Jahr 1483: „[...] capellen tho anecamp“. Doch noch für das 16. Jahrhundert wurde ein vor Bemerode liegender Hof namens „Anekampe“ erwähnt. An der Wüstungsstelle wurden später zahlreiche Scherbenfunde aus dem 13. und dem 14. Jahrhundert gemacht. Aus der Anordnung der Fluren sowie vorhandener Urkunden kann auf insgesamt neun ehemalige Hofstellen geschlossen werden.

## Anecampstraße
Die 1966 im hannoverschen Stadtteil Bemerode benannte Anecampstraße, die von der Brabeckstraße zum Bemeroder Anger führt, war um 1850 ein Feldweg und wurde „[...] nach dem wüsten Ort Anecamp benannt, der vermutlich hier lag“.